# Zealia Bishop
Zealia Brown-Reed Bishop (1897-1968) fue una escritora estadounidense de relatos cortos. Su nombre es a veces deletreado 'Zelia'. A pesar de que mayoritariamente escribió ficción romántica, es recordada por las tres historias de terror que escribió en colaboración con H. P. Lovecraft.

## Trabajos
Entre sus trabajos destacan las tres historias de horror escritas en colaboración con H. P. Lovecraft: La maldición de Yig (escrita en 1928, publicada en 1929), La cabellera de Medusa (escrita en 1930, publicada en 1939), y El montículo (escrita de diciembre de 1929 a enero de 1930, publicada en 1940). Estas historias aparecieron en la revista Weird Tales bajo el nombre de ella. Aun así, fueron extensamente revisadas por Lovecraft al punto de colaborar como escritor fantasma escribiendo los relatos a partir de ideas y esbozos de Bishop.
Arkham House publicó su volumen La maldición de Yig (1953) el cual contiene las tres historias de horror de Bishop y Lovecraft modificadas por Derleth, así como dos perfiles de Bishop, uno sobre H. P. Lovecraft y el otro sobre August Derleth. Fueron reimpresas en la colección de Peter Cannon de ensayos sobre Lovecraft, Lovecraft Remembered. Las tres historias de Bishop revisadas por Lovecraft también aparecen en su forma original en The Horror in the Museum and Other Revisions (1989).
Bishop prefería la ficción romántica, de la cual escribió y publicó mucho más que de terror. Vivía en la ciudad de Kansas con su marido D.W. Bishop, y formó parte activa en la National Federation of Press Woman, la New England Historic Genealogical Society y el Missouri Women's Press Club. Es autora de una serie de artículos históricos sobre Clay County, Misuri.

## Cartas de Lovecraft
En 2014, un conjunto hasta entonces desconocido e inédito de treinta y seis cartas de Lovecraft a Bishop fue descubierto. Las cartas habían permanecido en un baúl con sus manuscritos en la casa de Jeanette Starkweather Cole, con quien Zealia se había mudado a vivir después de la muerte de su marido D.W. Bishop en 1956. El baúl fue inicialmente legado a su hija, Etha Charmaine Cole McCall Fowler (sobrina nieta de Zealia). Su hijo, Sean McCall, lo encontró tras la muerte de la señora Fowler en 2014. Un gran sobre de manila conteniendo las cartas de Lovecraft era de su amigo y colaborador, August Derleth, fechado en agosto de 1937. El sobre pudo haber servido para devolver manuscritos que Zealia había enviado después de la muerte de Lovecraft. Las cartas fueron publicadas, con ilustraciones adicionales, por la H. P. Lovecraft Historical Society.